# Vicariato Apostólico da Arábia Meridional
O Vicariato Apostólico da Arábia Meridional (em latim: Apostolicus Vicariatus Arabiae Meridionalis) é um vicariato apostólico da Igreja Católica localizado no Emirados Árabes Unidos. Abrange os seguintes países da Península Arábica e região circundante: Omã, Emirados Árabes Unidos e Iêmen. Foi criado em 1888 como Vicariato Apostólico de Áden e alterado para seu nome atual em 2011. A Sé da jurisdição estava em Áden até 1973, quando foi transferido para a Catedral de São José, em Abu Dhabi. Desde 1916 tem sido sob os cuidados da Ordem dos Frades Menores Capuchinhos de Florença.

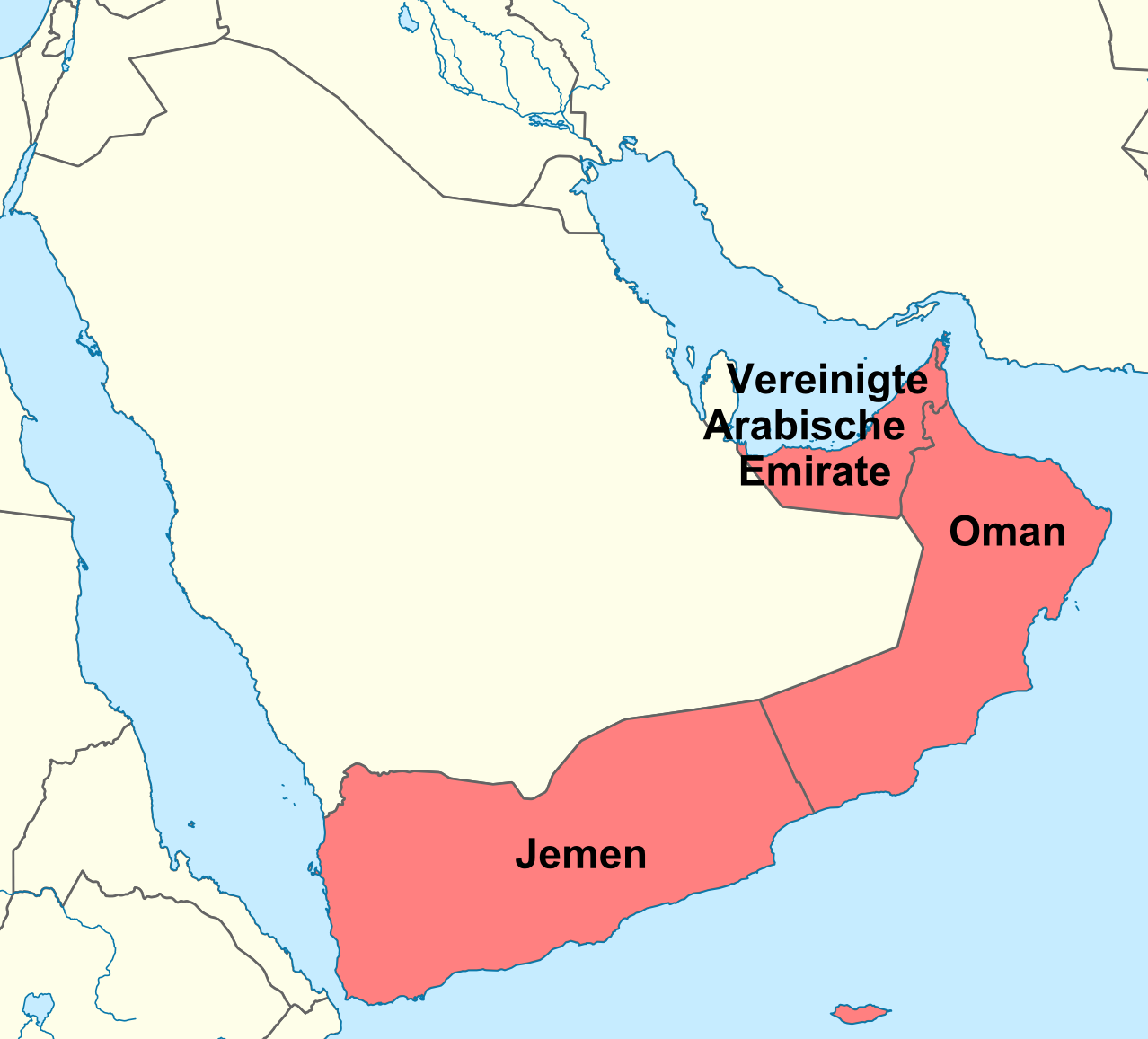
Vicariato Apostólico da Arábia Meridional

## História
Antigamente parte do Vicariato Apostólico de Galla, o Vicariato Apostólico da Arábia Meridional, foi formado como uma prefeitura pelo Papa Pio IX, em 21 de janeiro de 1875. Foi elevada a Vicariato Apostólico em 25 de abril de 1888, pelo Papa Leão XIII como o Vicariato Apostólico de Áden, localizado no Iêmen. Em 28 de junho de 1889 o nome foi mudado para o Vicariato Apostólico da Arábia. Em 29 de junho de 1953, o Prefeitura Apostólica do Kuwait foi separada do Vicariato Apostólico da Arábia.
O vicariato foi governado por frades Capuchinhos, embora franciscanos, irmãs também foram envolvidos, especialmente no começo.
De 1889 até 31 de maio de 2011, cobria os seguintes países da Península Arábica e região circundante: Barém, Omã, Arábia Saudita, Catar, Emirados Árabes Unidos, Somalilândia e Iêmen, uma área de mais de 3.100.000 km². Havia paróquias católicas em todos estes países com exceção da Arábia Saudita e Somalilândia, onde a prática pública de outras religiões que não o islamismo é proibida.

## Estatísticas
- População total (2004): 47.760.669
- População católica total (2004): 1.300.500 (2,7% do total)
- Paróquias: 20
- Total de padres: 45
- Relação do número de fiéis por padre: 28.900

## Líderes
- Louis-Callixte Lasserre, O.F.M. Cap. (1886 – abril de 1900)
- Bernard Thomas Edward Clark (21 de março de 1902 – 18 de junho de 1910) Obs: bispo da Diocese de Port Victoria
- Raffaele Presutti, O.F.M. Cap. (13 de setembro de 1910 – 1915)
- Evangelista Latino Enrico Vanni, O.F.M. Cap. (15 de abril de 1916 – 1925)
- Pacifico Tiziano Micheloni, O.F.M. Cap. (25 de abril de 1933 – 6 de julho de 1936)
- Giovanni Tirinnanzi, O.F.M. Cap. (2 de julho de 1937 – 27 de janeiro de 1949)[3]
- Irzio Luigi Magliacani, O.F.M. Cap. (25 de dezembro de 1949 – 1969)
- Giovanni Bernardo Gremoli, O.F.M. Cap. (2 de outubro de 1975 – 21 de março de 2005)
- Paul Hinder, O.F.M. Cap. (21 de março de 2005 – 1 de maio de 2022) [4]
- Paolo Martinelli, O.F.M.Cap. (1 de maio de 2022 -presente)